# The X Factor (Vereinigtes Königreich)

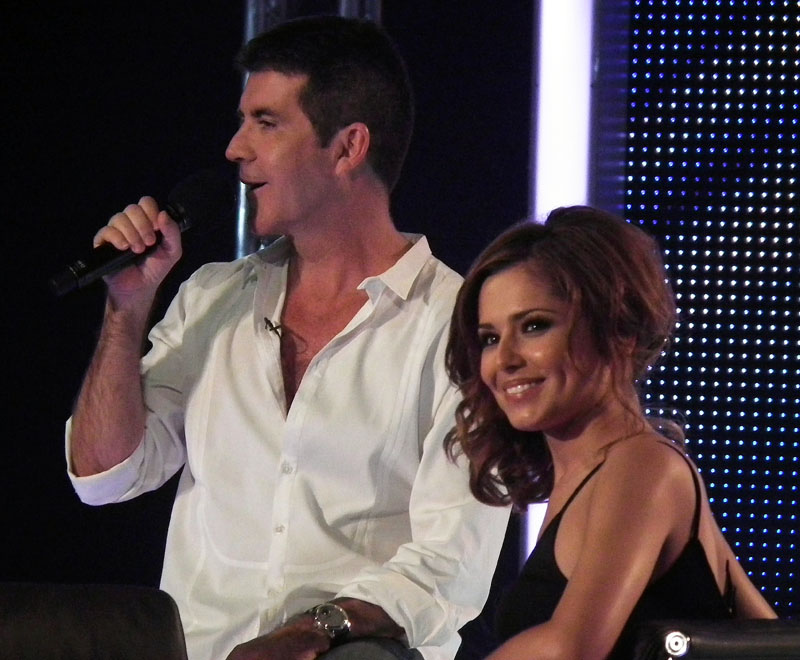
Simon Cowell und Cheryl Cole (2010)

The X Factor ist eine Castingshow aus dem Vereinigten Königreich und der Ursprung des The X Factor-Franchise. Sie wird zweimal pro Woche, in der Regel samstags und sonntags auf dem britischen Fernsehsender ITV ausgestrahlt. Zuletzt wurde im Dezember 2019 ein Ableger unter dem Namen The X Factor: The Band gesendet.

## Entstehung
The X Factor wurde von Sony Music in Zusammenarbeit mit Simon Cowell als Ersatz für die Castingshow Pop Idol entwickelt. Cowell, der zuvor als Juror bei Pop Idol tätig gewesen war, hatte bereits den Wunsch geäußert, eine Fernseh-Castingshow auszustrahlen, zu der er die Rechte besitze. Die erste Staffel von Pop Idol war sehr erfolgreich, während die zweite Staffel zwar ebenfalls Erfolg hatte, die Zuschauerzahlen im Finale allerdings auf ein Minimum sanken. Viele, so auch Cowells Mit-Juror Pete Waterman waren außerdem der Ansicht, dass Michelle McManus den Gewinn nicht verdient habe. 2004 kündigte Simon Cowell also schließlich mit ITV eine neue Castingshow namens The X Factor an, bei der Simon Fuller, der Erfinder der Idol-Serie, nicht involviert sein sollte. Die Ähnlichkeit der beiden Formate wurde später im Rahmen eines Gerichtsverfahrens behandelt.

## Konzept

### Kategorien
Im Gegensatz zum Vorbild Pop Idol hat The X Factor keine Alters-Obergrenze und außerdem können sich Gesangsgruppen bewerben. Des Weiteren werden die Kandidaten in Kategorien eingeteilt und individuell betreut. Simon Cowell sagte dazu, „We're trying to create a different competition. Hopefully we're going to be able to appeal to somebody over the age of 35 who keeps saying to me 'there aren't any artists I like in the competition'. It's amazing, but we haven't catered for older record buyers who want to buy into the new Cliff Richard or whatever.“
In den ersten drei Staffeln wurden die Kandidaten in drei Kategorien eingeteilt: 16- bis 24-jährige Solosänger, Solosänger über 24 und Gruppen. Da jede Kategorie von einem Juror speziell betreut wird, wurden die Gruppen ab der vierten Staffel neu strukturiert, nachdem ein vierter Juror eingeführt wurde. Des Weiteren wurde in Staffel 4 und 5 auch das Mindestalter von 16 auf 14 Jahre herabgesetzt, was in der sechsten Staffel allerdings wieder geändert wurde. Die Gruppen sind seitdem Boys (Männliche Solosänger unter 25), Girls (Weibliche Solosänger unter 25), Over 25s (Solosänger ab 25) und Groups. In der siebten Staffel wurden die Altersgrenzen auf unter/über 28 verschoben, nur um es in der achten Staffel wieder zur Grenze bei 25 Jahren zurückzuführen. Das Gleiche wiederholte sich in der neunten und zehnten Staffel. In allen Staffeln entschied die Produktion der Show, welche Kategorie von welchem Juror betreut wurde. Eine Ausnahme machte die zwölfte Staffel, in der die Zuschauer über Twitter an einer Abstimmung zu dieser Entscheidung teilnehmen konnten.

### Phasen
Im Laufe der Show gibt es fünf Phasen, durch die die Kandidaten gehen müssen:
- Phase 1: Producers' Auditions – unausgestrahlte Castings vor den Produzenten der Show, bei denen entschieden wird, wer vor der prominenten Jury singen darf
- Phase 2: Judges' Auditions – Casting vor der prominenten Jury, entweder in einem Castingraum (wie in den Staffeln 1–5, 13–14), einer Arena (wie in den Staffeln 6–9, 12, seit 15), oder beides (Staffeln 10–11)
- Phase 3: Bootcamp – eine Abfolge von Challenges und Knockout Runden (Staffeln 1–9), der Six-Chair Challenge (Staffel 10–11, seit 15) oder beides (Staffeln 12–14)
- Phase 4: Judges' Houses – entweder vorproduziert oder live
- Stage 5: Live Shows bzw. Finals

Bemerkung: In den Staffeln 10 und 11 wurde das Bootcamp auf wenige Minuten gekürzt und vor Ausstrahlung der Six-Chair-Challenge gezeigt.

#### Castings

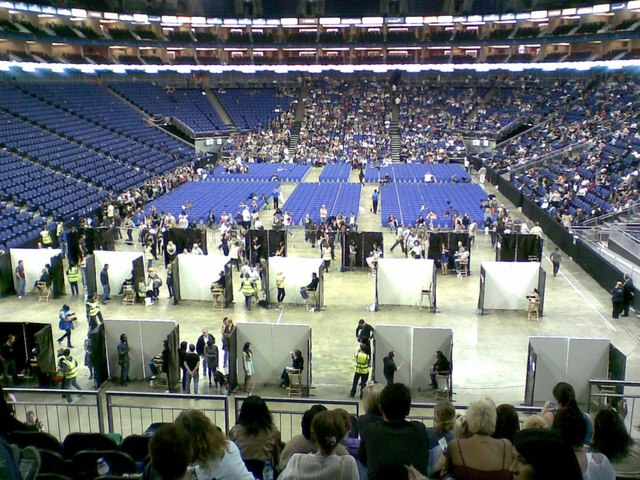
Offene Castings in der O_{2} Arena, London im Mai 2009

Vor der eigentlichen Produktion der Show werden einige Castings vor den Produzenten der Show gehalten, zu denen man entweder nach voriger Anmeldung eingeladen wird, oder bei denen jeder vorsingen darf (Open Auditions). Diese Castings, die an mehreren Orten in Großbritannien abgehalten werden, sind jährlich gut besucht und werden zwar selbst nicht ausgestrahlt, allerdings werden immer wieder Bilder winkender Zuschauermassen und Ähnliches im Laufe der ausgestrahlten Castings gezeigt. Zu diesem Zweck wurden die Zuschauermassen vom Produktionsteams schon mit „selbst gestalteten“ Schildern ausgestattet.
Nachdem die Kandidaten oft stundenlang warten müssen, singen sie vor einem Teil der Produzenten vor. Danach erhalten sie, wenn es den Produzenten gefallen hat, ein Goldenes Ticket, mit dem sie vor wichtigeren Produzenten vorsingen dürfen. Nur Kandidaten, die es durch eine zweite und dritte Castingrunde schaffen, werden tatsächlich zu den Fernsehcastings eingeladen.
Eine Auswahl der aufgenommenen Castings, meist die besten, schlechtesten und lustigsten, werden dann im Fernsehen ausgestrahlt. In den ersten fünf Staffeln des Formats sang jeder Kandidat im Castingraum A capella ein oder mehrere Lieder seiner Wahl. Bis zur neunten Staffeln konnten die Kandidaten dann wählen, ob sie mit Begleitung oder ohne singen wollten, während sie vor einem großen Publikum auftraten. Nach ihrer Performance bewerten die Kandidaten diese direkt und geben entweder ein „Ja“ oder ein „Nein“. Wenn der Sänger oder die Gruppe von einer Mehrzahl der Juroren ein „Ja“ bekommen hat, geht es weiter in die nächste Phase. In der zehnten und elften Staffel fanden zusätzlich zu den Arena Auditions auch wieder Room Auditions statt, während diese in den Staffeln 12 und 15 wieder gestrichen wurden. In Staffel 13 und 14 fanden dafür nur Room Auditions statt.
Für die erste Staffel bewarben sich über 50.000 Sängerinnen und Sänger und Gruppen, in der zweiten Staffel etwa 75.000, dies wurde von der dritten Staffel mit etwa 100.000 Bewerbern und der vierten Staffel übertroffen, bei welcher sich über 150.000 hoffnungsvolle Kandidaten beworben hatten. 182 Tausend Acts beworben sich für die fünfte und rekordverdächtige 200 Tausend für die sechste Staffel der Show. In Staffel 7 konnten sich Kandidaten erstmals mit einem Video bewerben und in der neunten Staffel gab es die Chance, seine Bewerbung über Facebook abzugeben.

#### BootcampundJudges' Houses
Die Titelanwärter die in den Auditions ausgewählt wurde, werden im Bootcamp und Judges' House stark selektiert, bis nur noch eine kleine Anzahl an Kandidaten in jeder Kategorie zu finden ist, die dann an den Live-Shows teilnehmen. Im Bootcamp wählen die Juroren gemeinsam sechs Acts aus jeder Kategorie aus, die dann in die Runde der Judges' Houses weitergeleitet werden. Erst danach erfahren sie, welcher Gruppe sie als Mentor zur Verfügung stehen werden. Das Bootcamp ist in zwei Teile unterteilt: Im ersten Abschnitt werden die Kandidaten in Gruppen eingeteilt, in denen sie vor der Jury singen sollen. Die, die diese Phase überstehen, dürfen ein weiteres Mal vor der Jury singen, dieses Mal allerdings alleine und meist vor einem zusätzlichen Live-Publikum. Beide Teile werden seit der siebten Staffel in der Wembley Arena aufgenommen – einzige Ausnahme sind hier die zwölfte und dreizehnte Staffel, in denen das Bootcamp im The Grove Hotel in Watford bzw. im Alexandria Palace stattfand. In der Regel geben die Juroren kein direktes Feedback, sondern entscheiden die Weiterkommenden im Anschluss an die Performances. In dem Staffeln 4, 6, 8, 11, 12, 13, 14 und 15, erfuhren die Juroren gleichzeitig mit den Kandidaten, welche Gruppe sie betreuen sollten. In den Staffeln 5, 7 und 9 wurde dies den Kandidaten allerdings erst gesagt, als sie im Judges’ House angekommen waren. Dort entscheidet der Mentor nach weiteren Auftritten, welche drei seiner sechs Kandidaten er in die Live Shows mitnehmen wird.
Zwischen dem ersten und zweiten Teil des Bootcamps werden des Öfteren auch verschiedene Solosänger durch die Jury in neue Gruppen eingeteilt oder bestehende Gruppen aufgelöst oder verändert.
Nach der Bootcamp-Runde erfahren in der Regel die Juroren, welche Kategorie sie betreuen, und stellen dann in manchen Staffeln im Laufe einer Six-Chair-Challenge ihr Line-Up für die nächste Runde, das Judges’ House, auf. In dieser Challenge können Anwärter einen der sechs Stühle auf der Bühne bekommen, wenn sie den jeweiligen Juror überzeugen. Wenn allerdings ein anderer danach auftritt, der den Juror mehr überzeugen kann, dann kann dieser ersteren ersetzen. Nur die, die am Ende auf den sechs Stühlen sitzen, kommen in die nächste Runde. Manchmal wurde das vorhergehende Bootcamp dann gekürzt gezeigt, manchmal auch ungekürzt gezeigt. Seit Staffel 15 können die Juroren je einen Kandidaten mit besonderem Potential durch Betätigen des Goldenen X Buzzers einen Platz in der nächsten Runde zusichern.

#### DasX Factor-Haus
Die ausgewählten Finalisten (bisher entweder 9, 12, 13 oder 16 Acts) ziehen dann in ein gemeinsames Appartement, in dem sie bis zum Ende der Show bzw. ihrem Ausscheiden mit den anderen Kandidaten leben. Außerdem lebt dort auch das Produktionsteam. 2012 wohnten die Finalisten im Corinthia Hotel in London.

#### Live Showsbzw.Finals

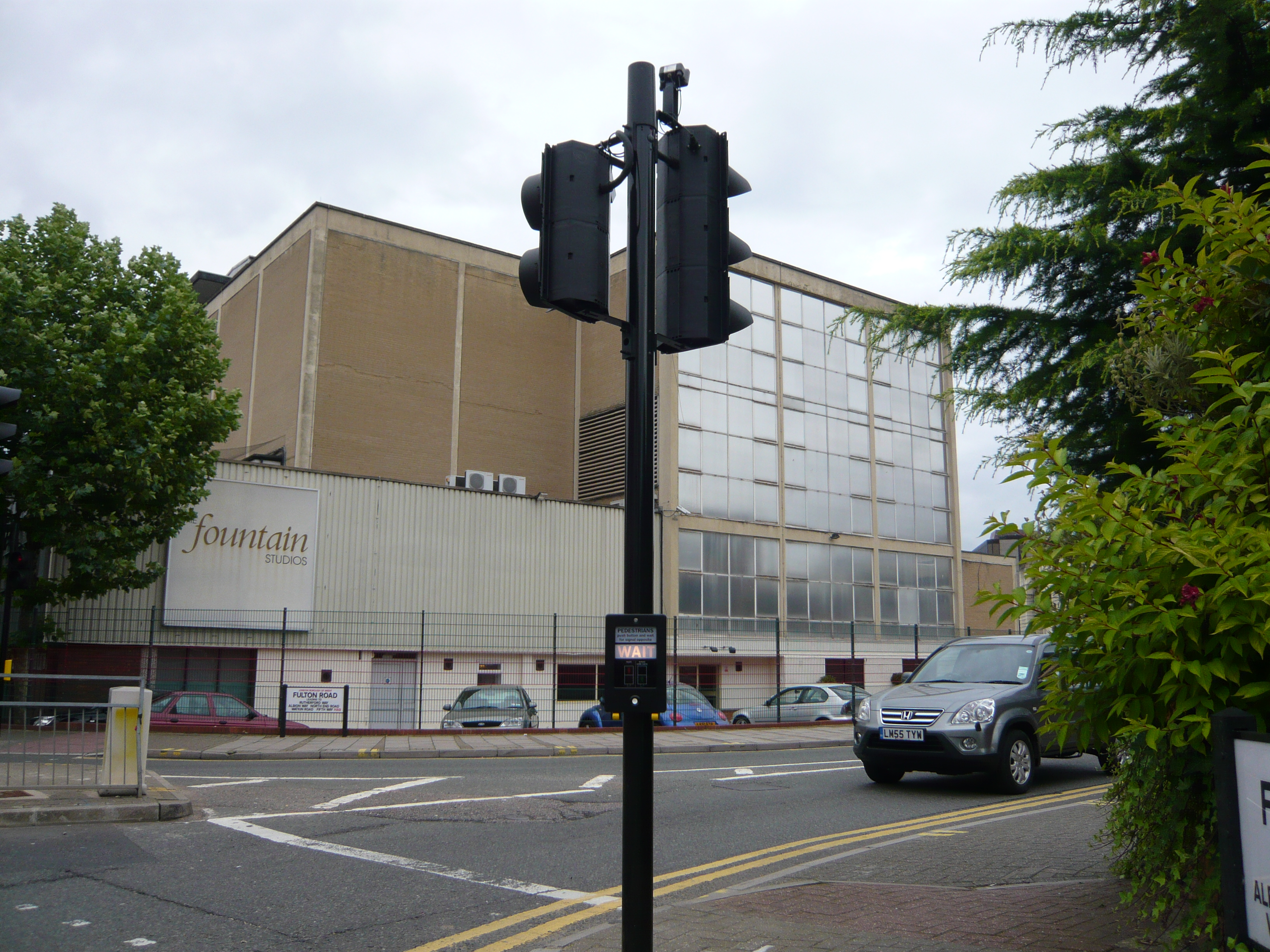
Eingang der Fountain Studios, wo die Liveshows schon stattfanden

Die finale Phase besteht aus einer Abfolge von zwei live übertragenen Shows, von denen die erste Performances der Kandidaten und die zweite den Vortrag der Ergebnisse des Publikum Votings beinhalten. Daraus resultiert, welche weitere Act eliminiert wird.
Des Weiteren treten in unregelmäßigen Abständen auch prominente Gastperformer auf der Bühne auf. Die Finals wurden für die ersten 13 Staffeln in den Fountain Studios in Wembley, London gedreht. In den ersten fünf Staffeln wurden beide Shows Samstag abends ausgestrahlt, während für Staffel 6 die Results Show (Ergebnisbekanntgabe) auf Sonntag verschoben wurde. In Staffel 1 wurden neun Acts in die Liveshows geschickt, zwölf waren es dann in der zweiten. Nachdem in der siebten Staffel ein Wildcard System miteingeführt wurde, gab es dann 16 Acts in den Liveshows. Die Anzahl der Finalisten variierte aufgrund verschiedener Faktoren über die Jahre immer wieder.

#### Auftritte
Die Show befasst sich hauptsächlich mit der Finden eines potenziellen Popstars oder einer Gruppe mit Star-Potential. Gesangstalent, Aussehen, Persönlichkeit, Bühnenpräsenz und Tanzroutinen sind daher wichtige Elemente der Leistungen der Teilnehmer. In der ersten Show tritt jeder Act vor einem Studiopublikum und den Juroren einmal auf und singt in der Regel über ein zuvor aufgenommenes Playback. Tänzer sind ebenfalls oft zu sehen; außerdem gleiten sich Teilnehmer gelegentlich selbst auf der Gitarre oder dem Klavier. In den ersten beiden Staffeln präsentierten die Kandidaten in der Regel ein bekanntes Lied. In der ersten Staffel war es vor allem der Fall, dass der jeweilige Teilnehmer selbst entscheiden konnte, wie er den Song präsentieren wollte. Ab der dritten Staffel hatte jede Staffel ein übergeordnetes Thema, für das speziell das zu präsentierende Lied ausgewählt wurde. Oft werden auch prominente Gäste eingeladen, die zum jeweiligen Thema passen. In der dreizehnten Staffel wurden die Themen für die jeweils nächste Liveshow live und „zufällig“ von einem Jukebox Generator ausgewählt. Nach jedem Auftritt bewerten die Juroren direkt die dargebotene Leistung. Regelmäßig kommt es dadurch zu hitzigen Diskussionen, wenn Mentoren ihre Kandidaten verteidigen, nachdem ein anderer Juror etwas an diesen kritisiert hatte. Nachdem alle Kandidaten aufgetreten sind, werden die Telefonleitungen geöffnet und das Publikum entscheidet, wer weiterkommt und wer die Show verlassen muss.
Sobald die Anzahl an Kandidaten auf eine bestimmte, variierende Zahl gesunken ist, singt jeder Kandidat zweimal, und das Publikum darf anrufen, nachdem die erste Auftrittsrunde vorbei ist. Im großen Finale stehen dann letztendlich zwischen zwei und vier Teilnehmer, die um den Sieg konkurrieren.

### NachThe X Factor

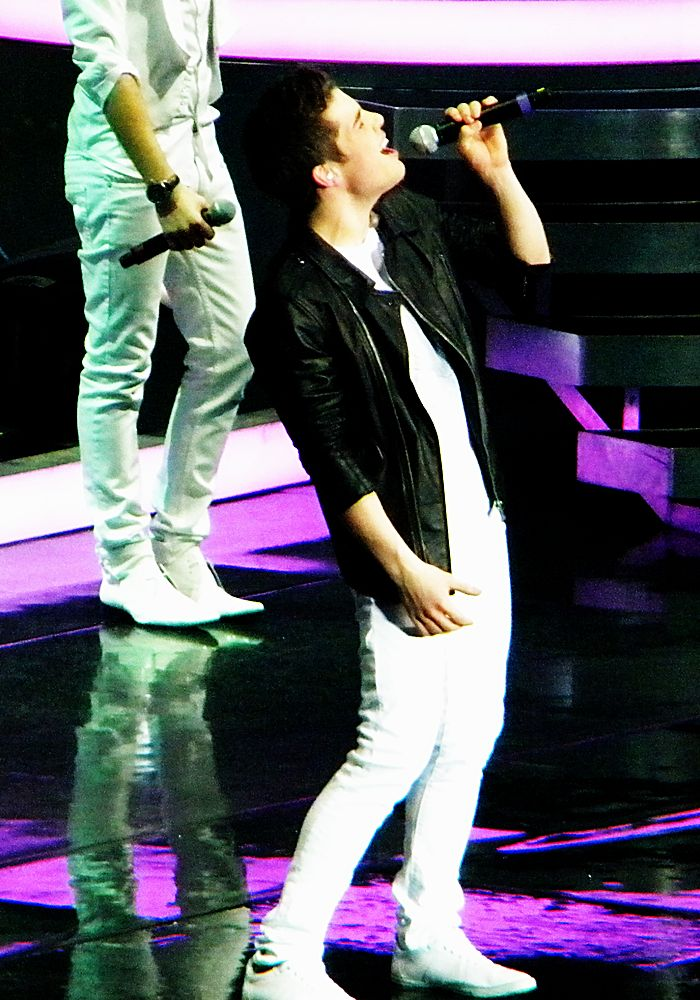
Joe McElderry, Gewinner der sechsten Staffel, bei einem Auftritt im Rahmen der The X Factor Live Tournee in 2010

Der X Factor Gewinner wird mit einem über 1 Million Pfund dotierten Plattenvertrag bei Cowells Plattenfirma Syco Music in Zusammenarbeit mit Sony Music belohnt. Kandidaten, die ebenfalls hohe Endplatzierungen, aber nicht den Sieg vorweisen können, werden auch manchmal Plattenverträge angeboten, das ist allerdings nicht garantiert. In den ersten drei Staffeln wurde bekannt gegeben, die Gewinner würden von ihrem X Factor Mentor auch in der Musikindustrie gemanagt werden. In der vierten Staffel wurde aber ein vierter Platz am Jurypult eingeführt und mit der Sängerin Danii Minogue besetzt. Damit war sie zu diesem Zeitpunkt die einzige Jurorin, die keine Qualifikation als Managerin vorweisen konnte. Nachdem diese auch prompt The X Factor mit ihrem Finalisten Leon Jackson gewonnen hatte, wurde ein externer Manager für diesen ausgewählt.

## Staffelübersicht

### Übersichtstabelle
| Staffel   | Premiere   | Finale     | Gewinner                   | Platz 2                   | Platz 3                      | Gewinner Mentor    | Moderatoren                  | Juroren (Reihe) | Juroren (Reihe)    | Juroren (Reihe) | Juroren (Reihe)    | Juroren (Reihe) |
| Staffel   | Premiere   | Finale     | Gewinner                   | Platz 2                   | Platz 3                      | Gewinner Mentor    | Moderatoren                  | 1               | 2                  | 3               | 4                  |                 |
| --------- | ---------- | ---------- | -------------------------- | ------------------------- | ---------------------------- | ------------------ | ---------------------------- | --------------- | ------------------ | --------------- | ------------------ | --------------- |
| 1         | 04.09.2004 | 11.12.2004 | Steve Brookstein Over 25s  | G4 Groups                 | Tabby Callaghan 16–24s       | Simon Cowell       | Kate Thornton                | Simon Cowell    | Sharon Osbourne    | Louis Walsh     | kein Juror         |                 |
| 2         | 20.08.2005 | 17.12.2005 | Shayne Ward 16–24s         | Andy Abraham Over 25s     | Journey South Groups         | Louis Walsh        | Kate Thornton                | Simon Cowell    | Sharon Osbourne    | Louis Walsh     | kein Juror         |                 |
| 3         | 19.08.2006 | 16.12.2006 | Leona Lewis 16–24s         | Ray Quinn 16–24s          | Ben Mills Over 25s           | Simon Cowell       | Kate Thornton                | Simon Cowell    | Sharon Osbourne    | Louis Walsh     | kein Juror         |                 |
| 4         | 18.09.2007 | 15.12.2007 | Leon Jackson Boys          | Rhydian Roberts Boys      | Same Difference Groups       | Dannii Minogue     | Dermot O’Leary               | Simon Cowell    | Sharon Osbourne    | Louis Walsh     | Dannii Minogue     |                 |
| 5         | 16.08.2008 | 13.12.2008 | Alexandra Burke Girls      | JLS Groups                | Eoghan Quigg Boys            | Cheryl Cole        | Dermot O’Leary               | Simon Cowell    | Cheryl Cole        | Louis Walsh     | Dannii Minogue     |                 |
| 6         | 22.08.2009 | 13.12.2009 | Joe McElderry Boys         | Olly Murs Over 25s        | Stacey Solomon Girls         | Cheryl Cole        | Dermot O’Leary               | Simon Cowell    | Cheryl Cole        | Louis Walsh     | Dannii Minogue     |                 |
| 7         | 21.08.2010 | 12.12.2010 | Matt Cardle Boys           | Rebecca Ferguson Girls    | One Direction Groups         | Dannii Minogue     | Dermot O’Leary               | Simon Cowell    | Cheryl Cole        | Louis Walsh     | Dannii Minogue     |                 |
| 8         | 20.08.2011 | 11.12.2011 | Little Mix Groups          | Marcus Collins Boys       | Amelia Lily Girls            | Tulisa             | Dermot O’Leary               | Gary Barlow     | Tulisa             | Louis Walsh     | Kelly Rowland      |                 |
| 9         | 18.08.2012 | 09.12.2012 | James Arthur Boys          | Jahméne Douglas Boys      | Christopher Maloney Over 28s | Nicole Scherzinger | Dermot O’Leary               | Gary Barlow     | Tulisa             | Louis Walsh     | Nicole Scherzinger |                 |
| 10        | 31.08.2013 | 15.12.2013 | Sam Bailey Over 25s        | Nicholas McDonald Boys    | Luke Friend Boys             | Sharon Osbourne    | Dermot O’Leary               | Gary Barlow     | Sharon Osbourne    | Louis Walsh     | Nicole Scherzinger |                 |
| 11        | 30.08.2014 | 14.12.2014 | Ben Haenow Over 25s        | Fleur East Over 25s       | Andrea Fostini Boys          | Simon Cowell       | Dermot O’Leary               | Simon Cowell    | Cheryl Cole        | Louis Walsh     | Mel B              |                 |
| 12        | 29.08.2015 | 13.12.2015 | Louisa Johnson Girls       | Reggie 'n' Bollie Groups  | Ché Chesterman Boys          | Rita Ora           | Caroline Flack und Olly Murs | Simon Cowell    | Cheryl Cole        | Nick Grimshaw   | Rita Ora           |                 |
| 13        | 27.08.2016 | 11.12.2016 | Matt Terry Boys            | Saara Aalto Over 25s      | 5 After Midnight Groups      | Nicole Scherzinger | Dermot O’Leary               | Simon Cowell    | Sharon Osbourne    | Louis Walsh     | Nicole Scherzinger |                 |
| 14        | 02.09.2017 | 3.12.2017  | Rak-Su Groups              | Grace Davies Girls        | Kevin Davy White Over 28s    | Simon Cowell       | Dermot O’Leary               | Simon Cowell    | Sharon Osbourne    | Louis Walsh     | Nicole Scherzinger |                 |
| 15        | 01.09.2018 | 02.12.2018 | Dalton Harris Boys         | Scarlett Lee Girls        | Anthony Russel Boys          | Louis Tomlinson    | Dermot O’Leary               | Simon Cowell    | Ayda Field         | Louis Tomlinson | Robbie Williams    |                 |
| Celebrity | 12.10.2019 | 30.11.2019 | Megan McKenna Under 31s    | Max and Harvey Groups     | Jenny Ryan Over 31s          | Nicole Scherzinger | Dermot O’Leary               | Simon Cowell    | Nicole Scherzinger | Louis Walsh     | kein Juror         |                 |
| Band      | 09.12.2019 | 15.12.2019 | Real Like You Female Group | Unwritten Rule Male Group | –                            | –                  | Dermot O’Leary               | Simon Cowell    | Nicole Scherzinger | Leona Lewis     | kein Juror         |                 |

### Staffel 1 (2004)
| 1. Steve Brookstein 2. G4 3. Tabby Callaghan 4. Rowetta Satchell 5. Cassie Compton 6. Voices with Soul 7. 2 to Go 8. Verity Keays 9. Roberta Howett |

Die erste Staffel wurde vom 4. September bis 11. Dezember 2004 ausgestrahlt. Die Show wurde in mehrere Phasen unterteilt: Auditions, Bootcamp. Judges' Houses und Live Shows. Die Siegerprämie war ein 1 Mio. Pfund-Plattenvertrag bei Syco Music.
Als Jury wurden Simon Cowell, Louis Walsh und Sharon Osbourne eingesetzt, während Kate Thornton als Moderatorin durch die Show führte. Ben Shephard moderierte außerdem das Spin-Off The Xtra Factor auf dem Fernsehsender ITV2.
Die Castings fanden in Dublin, London, Birmingham, Leeds und Glasgow statt.
Steve Brookstein war der Sieger der Staffel, womit Simon Cowell der gewinnende Juror war. Brookstein hatte in den folgenden Jahren einige Charterfolge, während die zweitplatzierte Band G4 zwei Alben veröffentlichte, die beide mit Platin ausgezeichnet wurden.
Nach den Auditions wurde jedem Juror eine Kategorie zugeordnet:
- Simon Cowell: Over 25s (Solokünstler ab 25 Jahren)
- Sharon Osbourne: 16-24s (Solokünstler bis 24 Jahre)
- Louis Walsh: Groups (Gruppen)

Jeder Juror konnte 12 Kandidaten aus seiner Kategorie für die zweite Runde, das Bootcamp, auswählen, wo diese wieder auftraten. Die beiden Folgen aus dieser Runde wurden am 9. und 16. Oktober ausgestrahlt. Am Ende des Bootcamps konnte jeder Juror nur fünf seiner Künstler mit in die nächste Runde nehmen.
Die Kandidaten, die es in die Runde Judges' Homes geschafft hatten, fuhren zu einem Haus, das jeweils als das Zuhause ihres Mentors behandelt wurde. Sie wurden dort interviewt und traten ein weiteres Mal auf. Danach hatte jeder Juror die Möglichkeit, drei seiner Kandidaten mit in die Live Shows zu nehmen. Damit gab es insgesamt 9 Finalists.
Es wurden jeden Samstag Abend zwei Liveshows ausgestrahlt. Bis Woche 5 trat jeder Act mit einem Song in der ersten Liveshow auf und das Publikum bekam die Möglichkeit, für ihren Lieblingsact anzurufen. In der zweiten Show wurden dann die beiden Kandidaten mit den wenigsten Stimmen genannt und diese mussten ein weiteres Mal singen, bevor die Jury entschied, wer die Show verlassen musste.
Das Format änderte sich ab der sechsten Woche, in der jeder Kandidat zwei Mal in der ersten Show und einmal in der Results Show mit einem Song auftrat. Am Ende dieser musste der Act mit den wenigsten Stimmen die Show verlassen.
Die Live Shows begannen am 23. Oktober und endeten am 11. Dezember 2004 mit dem Finale.

### Staffel 2 (2005)
| 1. Shayne Ward 2. Andy Abraham 3. Journey South 4. Brenda Edwards 5. Chico Slimani 6. The Conway Sister 7. Nicholas Dorsett 8. Maria Lawson 9. Chenai Zinyuku |

Die zweite Staffel wurde vom 20. August bis 17. Dezember 2005 ausgestrahlt. Sie war länger als die erste Staffel. Als Jury wurden weiterhin Simon Cowell, Louis Walsh und Sharon Osbourne eingesetzt, während Kate Thornton als Moderatorin zurückkehrte. Ben Shephard moderierte außerdem weiterhin das Spin-Off The Xtra Factor auf dem Fernsehsender ITV2.
Shayne Ward setzte sich gegen knapp 75 Tausend andere Bewerber durch und wurde als Sieger der Staffel gekürt, womit Louis Walsh der gewinnende Juror war. Durch die Teilnahme am Wettbewerb und die damit verbundene Popularität konnte nicht nur Sieger Ward, sondern auch der Zweitplatzierte Andy Abraham, die drittplatzierte Gruppe Journey South und Maria Lawson, die auf dem achten Rang gelandet war, einen Plattenvertrag bekommen. Der Fünftplatzierte Chico Slimani konnte außerdem mit einer Single die britischen Singlecharts anführen.
Die Auditions wurden vom 20. August bis zum 24. September 2005 einmal wöchentlich ausgestrahlt. Nach den Auditions wurde jedem Juror eine Kategorie zugeordnet:
- Sharon Osbourne: Over 25s (Solokünstler ab 25 Jahren)
- Louis Walsh: 16-24s (Solokünstler bis 24 Jahre)
- Simon Cowell: Groups (Gruppen)

Die erste Bootcamp-Folge erschien am ersten, die zweite am 8. Oktober. Am Ende des Bootcamps konnte jeder Juror nur sieben seiner Künstler mit in die nächste Runde nehmen.
Die Kandidaten, die es in die Runde Judges' Houses geschafft hatten, fuhren zu einem Haus, das jeweils als das Zuhause ihres Mentors behandelt wurde. Sie wurden dort interviewt und traten ein weiteres Mal auf. Danach hatte jeder Juror die Möglichkeit, vier, statt wie im Vorjahr nur 3, seiner Kandidaten mit in die Live Shows zu nehmen. Damit gab es insgesamt 12 Finalists.
Während des Wettbewerbs wurden jeden Samstag Abend zwei Liveshows ausgestrahlt. Bis einschließlich Woche 7 trat jeder Act mit einem Song in der ersten Liveshow auf und das Publikum bekam die Möglichkeit, für ihren Lieblingsact anzurufen. In der zweiten Show wurden dann die beiden Kandidaten mit den wenigsten Stimmen genannt und diese mussten ein weiteres Mal singen, bevor die Jury entschied, wer die Show verlassen musste.
Das Format änderte sich ab der achten Woche, in der jeder Kandidat zwei Mal in der ersten Show und einmal in der Results Show mit einem Song auftrat. Am Ende dieser musste der Act mit den wenigsten Stimmen die Show verlassen. Die Liveshows begannen am 15. Oktober und das Live-Finale wurde am 17. Dezember 2005 ausgestrahlt, wo Shayne Ward als Sieger der Staffel herausging.

### Staffel 3 (2006)
| 1. Leona Lewis 2. Ray Quinn 3. Ben Mills 4. The MacDonald Brothers 5. Eton Road 6. Robert Allen 7. Nikitta Angus 8. Ashley McKenzie 9. Kerry McGregor 10. Dionne Mitchell 11. 4Sure 12. The Unconventionals |

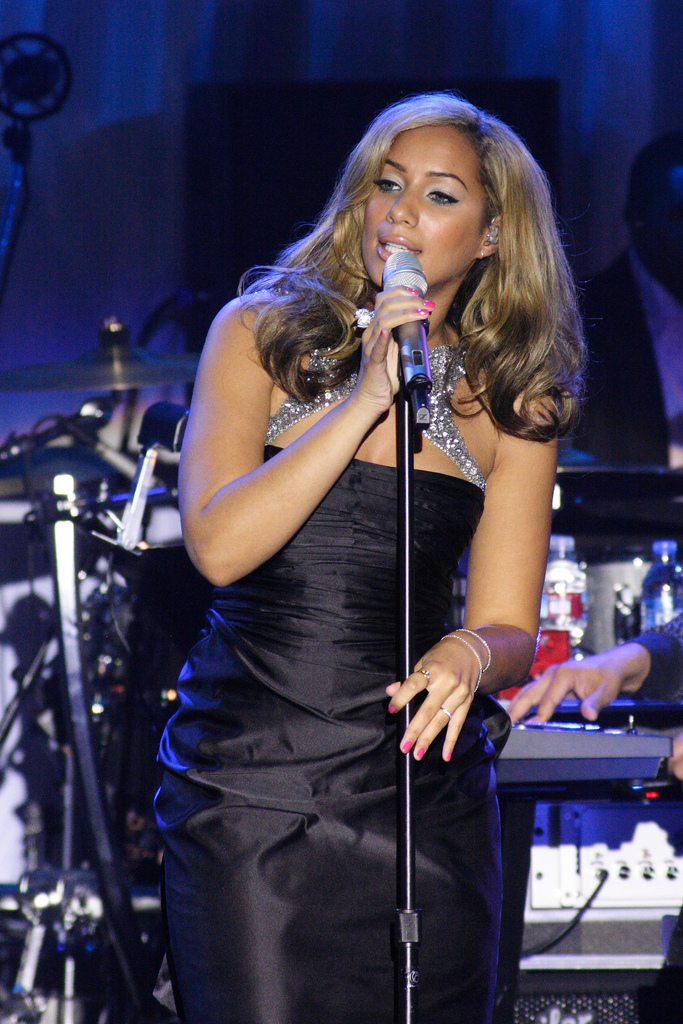
Siegerin Leona Lewis 2009

Die dritte Staffel wurde vom 19. August bis 16. Dezember 2006 ausgestrahlt. Als Jury wurden weiterhin Simon Cowell, Louis Walsh und Sharon Osbourne eingesetzt, während Kate Thornton als Moderatorin zurückkehrte. Ben Shephard moderierte außerdem weiterhin das Spin-Off The Xtra Factor auf dem Fernsehsender ITV2. Nach dem Halbfinale am 9. Dezember, wurde Cowell schon Sieger-Mentor, da die beiden Finalisten Leona Lewis und Ray Quinn aus seinem Team waren.
Statt dem früheren Design in rot-lila, war das Design in der dritten Staffel rot und blau. Außerdem wurde eine neue Webseite für die Staffel am 11. August 2006 veröffentlicht. Das Finale brachte der Show mit 12,6 Millionen einschaltenden Menschen, die höchsten Einschaltquoten bis dahin ein.
Am 16. Dezember wurde Leona Lewis im Finale als Siegerin gekürt. Sie hatte 60 % der Zuschauerstimmen erhalten. Lewis veröffentlichte eine Coverversion des Liedes A Moment Like This von Kelly Clarkson als ihre Siegersingle, das Platz eins der Charts erreichte. Obwohl sie erst Mitte Dezember veröffentlicht wurde, entwickelte sich A Moment Like This zur zweit-best verkauften Single des Jahres. Im Januar 2007 erreichte die Single Platinstatus, zertifiziert von der British Phonographic Industry.
Lewis ist mit 30 Millionen verkauften Einheiten eine der erfolgreichsten bisherigen Kandidaten der Show und auch die einzige ehemalige Kandidatin, die schon für einen Grammy Award nominiert wurde.
Die dritte Staffel war die letzte, die nur drei Juroren hatte und von Kate Thornton moderiert wurde.
Simon Cowell, Sharon Osbourne und Louis Walsh wurden erneut als Juroren der Show eingesetzt, womit Gerüchte darüber, dass Osbourne und Walsh aufgrund finanzieller Gründe nicht wiederkehren würden, als falsch aufgedeckt wurden. Außerdem kehrten Kate Thornton und Ben Shephard als Moderatoren zurück, wobei Shephard nur das Spin-Off The Xtra Factor auf ITV2 moderierte.
Im Vorfeld hatte Simon Cowell gesagt: „The next international boyband or girlband is what I want to see in this year's show.“ Außerdem wurden Gerüchte laut, es gäbe einen neuen, langfristigen Juror und die Altersgrenze werde auf 14 Jahre heruntergesetzt. Beide entpuppten sich als falsch, aber wurden in der vierten Staffel tatsächlich durchgesetzt. Stattdessen wurde in dieser Staffel auf verschiedene Gastjuroren, darunter Paula Abdul, gesetzt.
Die Auditions wurden in London, Birmingham, Dublin, Manchester, Leeds und Glasgow abgehalten und ab dem 19. August ausgestrahlt. Es hatten sich insgesamt über hunderttausend Menschen an der Show beworben.
Nach den Auditions wurde jedem Juror eine Kategorie zugeordnet:
- Sharon Osbourne: Over 25s (Solokünstler ab 25 Jahren)
- Simon Cowell: 16-24s (Solokünstler bis 24 Jahre)
- Louis Walsh: Groups (Gruppen)

Ursprünglich war vorgesehen, dass die Juroren in ihrer jeweiligen Kategorie 21 Kandidaten am Ende des Bootcamps weiter lassen könnten. Aber Cowell entschied, er habe einen Fehler gemacht, als er Ray Quinn nicht in diese einbezogen hatte. Die Produktion erlaubte ihm und den anderen Juroren daraufhin, einen weiteren Kandidaten in ihre Auswahl hereinzunehmen.
In der Judges' Houses Runde wurde die Anzahl der Kandidaten auf 12 gekürzt. Die Band Avenue wurde ursprünglich in die Liveshows gelassen, wurde später aber disqualifiziert, da sie einen bestehenden Managementvertrag mit einem von der Show unabhängigen Manager verschwiegen hatten. Ihren Platz nahmen Eton Road ein.
Während des Wettbewerbs wurden jeden Samstag Abend zwei Liveshows ausgestrahlt. Bis einschließlich Woche 6 trat jeder Act mit einem Song in der ersten Liveshow auf und das Publikum bekam die Möglichkeit, für ihren Lieblingsact anzurufen. In der zweiten Show wurden dann die beiden Kandidaten mit den wenigsten Stimmen genannt und diese mussten ein weiteres Mal singen, bevor die Jury entschied, wer die Show verlassen musste.
Das Format änderte sich ab der siebten Woche, in der jeder Kandidat zwei Mal in der ersten Show und einmal in der Results Show mit einem Song auftrat. Am Ende dieser musste der Act mit den wenigsten Stimmen die Show verlassen. Im Finale sangen Lewis und Quinn je vier Lieder. Die Liveshows begannen am 14. Oktober und das Live-Finale wurde am 16. Dezember 2005 ausgestrahlt, wo Leona Lewis als Siegerin der Staffel herausging.

## Moderatoren
- Kate Thornton (2004–2006)
- Olly Murs und Caroline Flack (2015)
- Dermot O’Leary (2007–2014; seit 2016)